# ГЕС Міллерс-Феррі
ГЕС Міллерс-Феррі — гідроелектростанція у штаті Алабама (Сполучені Штати Америки). Знаходячись після ГЕС Jones Bluff, становить нижній ступінь каскаду на річці Алабама, яка дренує південне завершення Аппалачів та після злиття з Томбігбі впадає до бухти Мобіл на узбережжі Мексиканської затоки.
В районі станції Алабаму перекрили комбінованою греблею, котра включає:
- правобережну земляну ділянку довжиною 1024 метри;
- бетонною гравітаційну споруду у правій протоці, висотою від тальвегу 16 метрів (від підошви фундаменту — 30 метрів) та довжиною 351 метр, яка потребувала 76 тис. м3 матеріалу та призначена для перепуску води під час повені;
- судноплавний шлюз із розмірами камери 183х26 метрів, прилеглий до острова, що розділяє Алабаму на дві протоки;
- лівобережну земляну ділянку довжиною 1676 метрів, котра спершу прямує по острову паралельно до течії річки, після чого завертає та перетинає ліву протоку.

Гребля утримує витягнуте по долині річки на 130 км водосховище William Dannelly з площею поверхні 75 км2 та об'ємом 427 млн м3 (корисний об'єм 57,6 млн м3), в якому припустиме коливання рівня у операційному режимі між позначками 23,8 та 24,6 метра НРМ.
Інтегрований у лівобережну земляну ділянку машинний зал обладнали трьома пропелерними турбінами, котрі наразі мають загальну потужність у 90 МВт. Вони використовують напір від 4,3 до 14,5 метра (номінальний напір 10,8 метра).